# Maria Kall
Maria Kall (Tallinn, Estònia, 1976) és una filòloga, traductora i professora estoniana.
És llicenciada en Filologia romànica a l'Institut d'Humanitats de la Universitat de Tallinn i màster en Llengua i Literatura Hispàniques a la Universitat de Tartu. El seu interès per la cultura i llengua catalanes la van portar a aprendre el català com a autodidacta. Ha traduït diversos llibres del català a l'estonià d'autors com Albert Sánchez Piñol, Rodolf Sirera i Simona Škrabec i del castellà a l'estonià, llibres de Javier Marías, Guillermo Martínez i Félix J. Palma. Entre les seves traduccions hi ha obres de diversos gèneres: teatre, narrativa i assaig. A més de la seva tasca com a traductora, ha col·laborat com a redactora en la publicació del llibre de poesia de Jordi Cervera (traduït per Jüri Talvet). També ha participat en nombrosos actes de presentació de la cultura catalana a Estònia.